# Straßenradsport-Weltmeisterschaften 1987

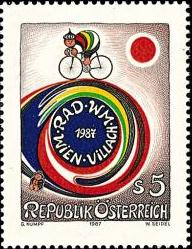
Österreichische Briefmarke zur WM

Die Straßenradsport-Weltmeisterschaften 1987 fanden Anfang September im österreichischen Villach statt.

## Rennstrecke
Die Weltmeisterschaftsstrecke 1987 führte über einen 11,7-Kilometer-Rundkurs mit Start und Ziel im Villacher Vorort Maria Gail. In Richtung Südosten verlief die Strecke bis zum Faaker See und von dort über St. Niklas an der Drau und Großsattel zurück nach Maria Gail. Unmittelbar nach dem Start ist ein erster langer Anstieg zu bewältigen, und ein steiler Hügel mit einer zehnprozentigen Steigung erhebt sich auf dem Weg vom Faaker See nach St. Niklas. Insgesamt weist der Kurs einen Höhenunterschied von 113 Metern auf. Die Berufsfahrer hatten 23 Runden zu absolvieren (272 km), die Amateure fuhren im Einzelrennen 15 Runden (180 km) und das Einzelrennen der Frauen verlief über sechs Runden (70,2 km).

## Renngeschehen
Die Berufsfahrer ermittelten den Weltmeister am Sonntag, dem 6. September. Das Rennen war begleitet von strömendem Regen. Während des Rennens gab es zahlreiche Ausreisversuche, unter anderem vom Titelverteidiger Moreno Argentin und vom Deutschen Rolf Gölz. Eine der aktivsten Fahrer, der Däne Rolf Sørensen, leitete in der letzten Runde den entscheidenden Vorstoß ein. Er zog elf Fahrer mit, unter ihnen der Favorit Sean Kelly aus Irland und dessen Landsmann Stephen Roche. Während sich im Schlussspurt alles auf Kelly konzentrierte, erkannte Roche rechtzeitig eine Lücke und ließ seine Konkurrenten hinter sich. Nach seinen Siegen beim Giro d’Italia und bei der Tour de France machte er damit das Triple komplett. Gölz verpasste mit Platz vier knapp das Siegerpodest. Mit Andreas Kappes (16.) und Peter Hilse (45.) konnten zwei weitere Deutsche unter den 71 Platzierten das Rennen beenden, das ursprünglich von 168 Aktiven begonnen worden war. Unter den Ausgeschiedenen waren fünf Deutsche, auch Dietrich Thurau und Reimund Dietzen.
Einen Tag zuvor hatten die Frauen und Männer die Amateurweltmeister ermittelt. Im Frauenrennen konnte die Französin Jeannie Longo ihren Titel mit zwölf Sekunden Vorsprung verteidigen. Beste Deutsche wurde Ute Enzenauer auf dem 19. Platz. Neuer Amateurweltmeister der Männer wurde Longos Landsmann Richard Vivien, der im Spurt vor dem Deutschen Hartmut Bölts gewann. Bei heißem Wetter waren 182 Amateure an den Start gegangen. Lange konnte sich der Pole Andrzej Mierzejewski vom Feld absetzen, wurde aber in der vorletzten Runde von einer sechsköpfigen Verfolgergruppe eingeholt, aus der schließlich Vivien als Spurtsieger hervorging.
Im Mannschaftszeitfahren wurde erstmals bei den Frauen ein Weltmeisterschaftsteam ermittelt, das 50-km-Zeitfahren gewannen die Frauen aus der Sowjetunion. Bei den Männern siegte der Vierer aus Italien.

## Ergebnisse

### Profis
| Platz | Athlet                | Land | Zeit              |
| ----- | --------------------- | ---- | ----------------- |
| 1     | Stephen Roche         | IRL  | 6:50:02 h         |
| 2     | Moreno Argentin       | ITA  | + 0:01 min        |
| 3     | Juan Fernández Martín | ESP  | gleiche Zeit      |
| 4     | Rolf Gölz             | GER  | alle gleiche Zeit |
| 5     | Sean Kelly            | IRL  | alle gleiche Zeit |
| 6     | Steven Rooks          | NED  | alle gleiche Zeit |
| 7     | Teun van Vliet        | NED  | alle gleiche Zeit |
| 8     | Rolf Sørensen         | DEN  | alle gleiche Zeit |
| 9     | Erik Breukink         | NED  | alle gleiche Zeit |
| 10    | Claude Criquielion    | BEL  | alle gleiche Zeit |
| 11    | Guido Winterberg      | SUI  | alle gleiche Zeit |
| 12    | Jörg Müller           | SUI  | alle gleiche Zeit |

| Platz | Athlet             | Land | Zeit              |
| ----- | ------------------ | ---- | ----------------- |
| 13    | Steve Bauer        | CAN  | + 0:01 min        |
| 14    | Eric Vanderaerden  | BEL  | + 0:40 min        |
| 15    | Martial Gayant     | FRA  | alle gleiche Zeit |
| 16    | Paul Popp          | AUT  | alle gleiche Zeit |
| 17    | Andreas Kappes     | GER  | alle gleiche Zeit |
| 18    | Adrie van der Poel | NED  | alle gleiche Zeit |
| 19    | Marc Sergeant      | BEL  | alle gleiche Zeit |
| 20    | Jeff Pierce        | USA  | alle gleiche Zeit |
| 0 …   |                    |      | alle gleiche Zeit |
| 46    | Peter Hilse        | GER  | alle gleiche Zeit |
| 0 …   |                    |      |                   |
| 71    | Jozef Lieckens     | BEL  | + 1:45 min        |

### Amateure
| Platz | Athlet         | Land | Zeit (h)     |
| ----- | -------------- | ---- | ------------ |
| 1     | Richard Vivien | FRA  | 4:12:47 h    |
| 2     | Hartmut Bölts  | GER  | gleiche Zeit |
| 3     | Alex Pedersen  | DEN  | gleiche Zeit |

| Platz | Land        | Athleten                                                              | Zeit (h)   |
| ----- | ----------- | --------------------------------------------------------------------- | ---------- |
| 1     | Italien     | Roberto Fortunato, Eros Poli Mario Scirea, Flavio Vanzella            | 1:57:42 h  |
| 2     | Sowjetunion | Wiktor Klimow, Asjat Saitow Ihar Sumnikau, Jewhen Sahrebelnyj         | + 0:12 min |
| 3     | Österreich  | Helmut Wechselberger, Bernhard Rassinger Mario Traxl, Johann Lienhart | + 1:59 min |

### Frauen
| Platz | Athletinnen   | Land | Zeit (h)   |
| ----- | ------------- | ---- | ---------- |
| 1     | Jeannie Longo | FRA  | 1:46:40 h  |
| 2     | Heleen Hage   | NED  | + 0:12 min |
| 3     | Connie Meyer  | NED  | + 0:12 min |

| Platz | Land        | Athletinnen                                                                   | Zeit (h)   |
| ----- | ----------- | ----------------------------------------------------------------------------- | ---------- |
| 1     | Sowjetunion | Nadeschda Kibardina, Alla Jakowlewa Tamara Poljakowa, Ljubow Pugowitschnikowa | 1:05:53 h  |
| 2     | USA         | Inga Thompson, Sue Ehlers Jane Marshall, Leslie Schenk                        | + 0:05 min |
| 3     | Italien     | Francesca Galli, Roberta Bonanomi Imelda Chiappa, Monica Bandini              | + 0:49 min |